# Death Below
Death Below es el décimo álbum de estudio de la banda estadounidense de metalcore August Burns Red. Fue lanzado el 24 de marzo de 2023 a través de SharpTone Records. El álbum fue producido por Carson Slovak y Grant McFarland. Es el primer lanzamiento de estudio de la banda con el sello.

## Antecedentes y promoción
El 25 de marzo de 2022, August Burns Red anunció su separación de Fearless Records y firmó con SharpTone Records. Además, reveló que estaban trabajando en el álbum de estudio con un adelanto publicado recientemente en línea. El 1 de noviembre, la banda anunció inesperadamente el álbum y su fecha de lanzamiento. Al mismo tiempo, también reveló la portada y la lista de canciones.
El 3 de noviembre, la banda lanzó el primer sencillo "Ancestry", con la colaboración de Jesse Leach de Killswitch Engage, y su videoclip. El 25 de enero de 2023, la banda presentó el segundo sencillo "Backfire", junto con su videoclip. El 22 de febrero, un mes antes del lanzamiento del álbum, la banda publicó el tercer sencillo "Reckoning", con la colaboración de Spencer Chamberlain de Underoath, junto con su videoclip.

## Lista de canciones
Todas las letras escritas por August Burns Red.
| N.º | Título                                                 | Duración |  |
| 1.  | «Premonition»                                          | 1:53     |  |
| 2.  | «The Cleansing»                                        | 7:47     |  |
| 3.  | «Ancestry» (con Jesse Leach de Killswitch Engage)      | 4:50     |  |
| 4.  | «Tightrope» (con Jason Richardson de All That Remains) | 4:13     |  |
| 5.  | «Fool's Gold in the Bear Trap»                         | 3:04     |  |
| 6.  | «Backfire»                                             | 4:22     |  |
| 7.  | «Revival»                                              | 4:29     |  |
| 8.  | «Sevink»                                               | 1:23     |  |
| 9.  | «Dark Divide»                                          | 4:58     |  |
| 10. | «Deadbolt»                                             | 4:20     |  |
| 11. | «The Abyss» (con J.T. Cavey de Erra)                   | 4:34     |  |
| 12. | «Reckoning» (con Spencer Chamberlain de Underoath)     | 7:52     |  |

## Posicionamiento en lista
| Lista (2023)                          | Posición |
| ------------------------------------- | -------- |
| Alemania (Offizielle Top 100)         | 84       |
| Estados Unidos (Billboard 200)        | 157      |
| Estados Unidos (Independent Albums)   | 24       |
| Estados Unidos (Top Hard Rock Albums) | 8        |
| Reino Unido (UK Album Downloads)      | 69       |
| Reino Unido (UK Independent Albums)   | 40       |
| Reino Unido (UK Rock & Metal Albums)  | 18       |

## Personal
August Burns Red
- Jake Luhrs – voz principal
- JB Brubaker – guitarra principal
- Brent Rambler – guitarra rítmica
- Dustin Davidson – bajo, coros
- Matt Greiner – batería, piano

Músicos adicionales
- Jesse Leach: voz (pista 3).
- Jason Richardson: Guitarra (pista 4).
- J.T. Cavey: voz (pista 11).
- Spencer Chamberlain: voz (pista 12).